# Меттендорф (Айфель)
Меттендорф (нем. Mettendorf) — община в Германии, в земле Рейнланд-Пфальц.
Входит в состав района Айфель-Битбург-Прюм. Подчиняется управлению Нойербург. Население составляет 1127 человек (на 31 декабря 2010 года). Занимает площадь 14,98 км².